# أنديرس لارسون (راكب الكنو)
أنديرس لارسون هو راكب الكنو سويدي، ولد في 6 فبراير 1951.

## وصلات خارجية
- أنديرس لارسون على موقع أوليمبيديا (الإنجليزية)
- أنديرس لارسون على موقع اللجنة الأولمبية السويدية (السويدية)